# Хорезу
Хорезу (рум. Horezu) — місто у повіті Вилча в Румунії. Адміністративно місту підпорядковані такі села (дані про населення за 2002 рік):
- Іфрімешть (209 осіб)
- Римешть (286 осіб)
- Романій-де-Жос (756 осіб)
- Романій-де-Сус (958 осіб)
- Тенесешть (194 особи)
- Уршань (474 особи)

Місто розташоване на відстані 183 км на північний захід від Бухареста, 30 км на захід від Римніку-Вилчі, 92 км на північ від Крайови, 138 км на південний захід від Брашова.

## Населення
За даними перепису населення 2002 року у місті проживали 6807 осіб.
Національний склад населення міста:
| Національність | Кількість осіб | Відсоток |
| -------------- | -------------- | -------- |
| румуни         | 6803           | 99,9%    |
| італійці       | 2              | < 0,1%   |
| угорці         | 1              | < 0,1%   |

Рідною мовою назвали:
| Мова       | Кількість осіб | Відсоток |
| ---------- | -------------- | -------- |
| румунська  | 6801           | 99,9%    |
| угорська   | 2              | < 0,1%   |
| італійська | 2              | < 0,1%   |
| німецька   | 1              | < 0,1%   |

Склад населення міста за віросповіданням:
| Релігія            | Кількість осіб | Відсоток |
| ------------------ | -------------- | -------- |
| православні        | 6756           | 99,3%    |
| п'ятдесятники      | 19             | 0,3%     |
| адвентисти         | 12             | 0,2%     |
| римо-католики      | 8              | 0,1%     |
| баптисти           | 8              | 0,1%     |
| реформати          | 1              | < 0,1%   |
| мусульмани         | 1              | < 0,1%   |
| не релігійні       | 1              | < 0,1%   |
| не вказали релігію | 1              | < 0,1%   |

## Зовнішні посилання
- Дані про місто Хорезу на сайті Ghidul Primăriilor [Архівовано 25 травня 2009 у Wayback Machine.]